# 折彎機
折弯机是一种用于折弯薄板（金属薄板）和板材的压力机。按传动方式，折彎機可分為液压板料折弯机和机械板料折弯机。折彎機广泛应用于箱体、机柜、面板、支架等制造領域。